# Perdita di peso
Con l'espressione perdita di peso (o calo ponderale o magrire), nel contesto medico, si fa riferimento a una riduzione della massa totale del corpo, causata dalla perdita di fluidi, tessuto adiposo e/o di massa magra, comprendente depositi minerali nelle ossa, una diminuzione della massa muscolare, dei tendini o di altri tessuti connettivi. La perdita di peso può verificarsi sia involontariamente, a causa di una malnutrizione o di una malattia sottostante, o derivare da uno sforzo volontario per migliorare uno stato di sovrappeso o obesità, sia reale che percepito, oppure indotto tramite l'uso di farmaci, come nel caso dei farmaci "agonisti del recettore Glp-1", inizialmente dal 2005 dedicati al diabete, ma poi anche finalizzati al dimagrimento a partire dal 2014 in quanto sono in grado di sopprimere l'appetito
Una perdita di peso "inspiegabile" che non è causata da una riduzione dell'apporto calorico o dall'esercizio fisico prende il nome di cachessia e può essere un sintomo di una grave condizione medica. La perdita di peso intenzionale è comunemente indicata come "dimagrimento".